# Galapa murphyi
Espèce
Galapa murphyi est une espèce d'araignées aranéomorphes de la famille des Pholcidae.

## Distribution
Cette espèce est endémique du province de Guanacaste au Costa Rica,.

## Description
Le mâle holotype mesure 1,12 mm.

## Systématique et taxinomie
Cette espèce a été décrite par Huber en 2024.

## Étymologie
Cette espèce est nommée en l'honneur de John Alan Murphy. 

## Publication originale
- Huber, Meng, Cabra-García & Carvalho, 2024 : « Thriving in dry conditions: on the Neotropical spider genus Galapa (Araneae: Pholcidae). » Zootaxa, no 5419(3), p. 301-347.